# Wola (Bartoszyce)
Wola est un village polonais de la voïvodie de Varmie-Mazurie, dans le powiat de Bartoszyce.